# Berenvachtpoliep
De berenvachtpoliep (Calyptospadix cerulea, synoniem Garveia franciscana) is een hydroïdpoliep uit de familie Bougainvilliidae. De poliep komt uit het geslacht Garveia. Calyptospadix cerulea werd in 1882 voor het eerst wetenschappelijk beschreven door Clarke.

## Beschrijving
De berenvachtpoliep vormt sterk vertakte kolonies tot 20 cm hoog met assen tot 0,3 mm in doorsnede. Deze kolonies ontspringen uit een dun web van stolonen. De perisarc (buitenste omhulsel van chitine) is geelbruin van kleur en kan rimpelig of onduidelijk geringd zijn. De poliepen staan aan het eind van de assen en zijn knotsvormig. Elke poliep heeft 10-12 tentakels die in een krans rond de kegelvormige mondopening staan geplaatst. Zowel de mannelijke als de vrouwelijke gonoforen (voortplantingsstructuren) staan op aparte kolonies. De mannelijke gonoforen zijn eivormig (0,4 mm lang) en hebben een kort steeltje. De vrouwelijke gonoforen zijn bolrond (0,15 mm in diameter). Mannelijke kolonies zijn meestal ook regelmatiger vertakt dan vrouwelijke kolonies.
In het verleden werd dit neteldier soms verward met de brakwaterpoliep (Cordylophora caspia), eveneens een uitheems neteldier dat tevens een brede waaier aan zoutgehaltes verdraagt. Toch zijn beide soorten met het blote oog eenvoudig van elkaar te onderscheiden. Een kolonie van de brakwaterpoliep is een stuk kleiner (slechts tot 10 cm) en is bovendien veel onregelmatiger van vorm. Daarenboven staan de tentakels bij de brakwaterpoliep verspreid over het hele lichaam, terwijl ze bij de berenvachtpoliep in een krans rond de mond staan.

## Verspreiding
De berenvachtpoliep is een cryptogene soort, dit wil zeggen dat het oorsprongsgebied van de soort onbekend is. Tegen 1950 werd hij zowel gevonden aan de Atlantische als Pacifische kust van de Verenigde Staten, rond India, Australië en West-Afrika. Sommigen beschrijven deze soort als mogelijk inheems voor de estuaria in het noorden van de Indische Oceaan of als kosmopoliet in tropische en gematigde wateren. De soort komt voor in brakwater, tot enkele meters diep, waar het zich vasthecht op allerhande harde materialen en organismen zoals schelpdieren, algen, mosdiertjes en manteldieren.